# Argyrodes
Argyrodes là một chi nhện trong họ Theridiidae.

## Các loài
Tính đến  tháng 5 năm 2020, chi này bao gồm chím mươi ba loài và 5 phân loài, được tìm thấy ở châu Á, Nam Mỹ, Bắc Mỹ, châu Đại Dương, châu Phi, Caribê, trên quần đảo Canary và Saint Helena:
- A. abscissus O. Pickard-Cambridge, 1880 – Madagascar
- A. alannae Grostal, 1999 – Đông Australia
- A. ambalikae Tikader, 1970 – Ấn Độ
- A. amboinensis Thorell, 1878 – Indonesia (Sulawesi, Ambon), New Guinea, New Caledonia
- A. antipodianus O. Pickard-Cambridge, 1880 – Úc, New Caledonia, New Zealand
- A. apiculatus Thorell, 1895 – Myanmar
- A. argentatus O. Pickard-Cambridge, 1880 – India, từ Indonesia đến Trung Quốc. Được giới thiệu đến Hawaii
- A. argyrodes (Walckenaer, 1841) (Loài điển hình) – từ Địa Trung Hải đến Tây Phi, Seychelles
- A. atriapicatus Strand, 1906 – Ethiopia
- A. bandanus Strand, 1911 – Indonesia (đảo Banda)
- A. benedicti Lopez, 1988 – Guiana thuộc Pháp
- A. binotatus Rainbow, 1915 – Úc
- A. bonadea (Karsch, 1881) – Ấn Độ, Trung Quốc, Hàn Quốc, Đài Loan, Nhật Bản, Philippines
- A. borbonicus Lopez, 1990 – Réunion
- A. callipygus Thorell, 1895 – Myanmar
- A. calmettei Lopez, 1990 – Réunion
- A. chionus Roberts, 1983 – Seychelles (Aldabra)
- A. chiriatapuensis Tikader, 1977 – Ấn Độ (đảo Andaman)
- A. chounguii Lopez, 2010 – Mayotte
- A. coactatus Lopez, 1988 – Guiana thuộc Pháp
- A. cognatus (Blackwall, 1877) – Seychelles
- A. convivans Lawrence, 1937 – South Africa
- A. cylindratus Thorell, 1898 – Trung Quốc, từ Myanmar đến Nhật Bản
- A. cyrtophorae Tikader, 1963 – Ấn Độ
- A. delicatulus Thorell, 1878 – Indonesia (Ambon)
- A. dipali Tikader, 1963 – Ấn Độ
- A. elevatus Taczanowski, 1873 – từ USA đến Argentina, đảo Galapagos
- A. exlineae (Caporiacco, 1949) – Kenya
- A. fasciatus Thorell, 1892 – Malaysia, Singapore
- A. fissifrons O. Pickard-Cambridge, 1869 – từ Sri Lanka đến Indonesia, Papua New Guinea, Trung Quốc, Úc (Queensland)
  - Argyrodes f. terressae Thorell, 1891 – Ấn Độ (đảo Nicobar)
- A. fissifrontellus Saaristo, 1978 – Seychelles
- A. flavescens O. Pickard-Cambridge, 1880 – Ấn Độ, từ Sri Lanka đến Japan, New Guinea
- A. flavipes Rainbow, 1916 – Úc (Queensland)
- A. fragilis Thorell, 1877 – Indonesia (Sulawesi)
- A. gazedes Tikader, 1970 – Ấn Độ
- A. gazingensis Tikader, 1970 – Ấn Độ
- A. gemmatus Rainbow, 1920 – Úc (đảo Lord Howe)
- A. gouri Tikader, 1963 – Ấn Độ
- A. gracilis (L. Koch, 1872) – Úc (đảo Lord Howe), New Caledonia, Samoa
- A. hawaiiensis Simon, 1900 – Hawaii
- A. ilipoepoe Rivera & Gillespie, 2010 – Hawaii
- A. incertus Wunderlich, 1987 – đảo Canary
- A. incisifrons Keyserling, 1890 – Úc (Queensland)
- A. incursus Gray & Anderson, 1989 – Úc (New South Wales, đảo Lord Howe)
- A. insectus Schmidt, 2005 – đảo Cape Verde
- A. jamkhedes Tikader, 1963 – Ấn Độ
- A. kratochvili (Caporiacco, 1949) – Kenya
- A. kualensis Hogg, 1927 – Malaysia
- A. kulczynskii (Roewer, 1942) – New Guinea
- A. kumadai Chida & Tanikawa, 1999 – Trung Quốc, Đài Loan, Nhật Bản
- A. laja Rivera & Gillespie, 2010 – Hawaii
- A. lanyuensis Yoshida, Tso & Severinghaus, 1998 – Đài Loan
- A. latifolium Liu, Irfan & Peng, 2019 – Trung Quốc
- A. lepidus O. Pickard-Cambridge, 1880 – New Zealand
- A. levuca Strand, 1915 – Fiji
- A. lucmae Chamberlin, 1916 – Peru
- A. maculiger Strand, 1911 – Indonesia (đảo Kei)
- A. margaritarius (Rainbow, 1894) – Úc (New South Wales)
- A. mellissi (O. Pickard-Cambridge, 1870) – St. Helena
- A. mertoni Strand, 1911 – Indonesia (đảo Aru)
  - Argyrodes m. poecilior Strand, 1913 – Trung Phi
- A. miltosus Zhu & Song, 1991 – Trung Quốc
- A. minax O. Pickard-Cambridge, 1880 – Madagascar, Comoros
- A. miniaceus (Doleschall, 1857) – Hàn Quốc, từ Nhật Bản đến Australia
- A. modestus Thorell, 1899 – Cameroon
- A. nasutus O. Pickard-Cambridge, 1880 – Sri Lanka
- A. neocaledonicus Berland, 1924 – New Caledonia
- A. nephilae Taczanowski, 1873 – USA, từ Caribê đến Argentina, đảo Galapagos.Giới thiệu đến Ấn Độ
- A. parcestellatus Simon, 1909 – Việt Nam
- A. pluto Banks, 1906 – USA, Mexico, Jamaica
- A. praeacutus Simon, 1903 – Equatorial Guinea
- A. projeles Tikader, 1970 – Ấn Độ
- A. rainbowi (Roewer, 1942) – Úc (Queensland, New South Wales)
- A. reticola Strand, 1911 – Indonesia (đảo Aru)
- A. rostratus Blackwall, 1877 – Seychelles
- A. samoensis O. Pickard-Cambridge, 1880 – New Caledonia, Samoa
- A. scapulatus Schmidt & Piepho, 1994 – đảo Cape Verde
- A. scintillulanus O. Pickard-Cambridge, 1880 – Ấn Độ, Sri Lanka
- A. sextuberculosus Strand, 1908 – Mozambique, Madagascar
  - Argyrodes s. dilutior (Caporiacco, 1940) – Ethiopia
- A. strandi (Caporiacco, 1940) – Ethiopia
- A. stridulator Lawrence, 1937 – Nam Phi
- A. sublimis L. Koch, 1872 – Fiji
- A. sundaicus (Doleschall, 1859) – Thái Lan, Indonesia (Java), Papua New Guinea (New Britain)
- A. tenuis Thorell, 1877 – Indonesia (Sulawesi)
  - Argyrodes t. infumatus Thorell, 1878 – Indonesia (Ambon)
- A. tripunctatus Simon, 1877 – Philippines
- A. unimaculatus (Marples, 1955) – Samoa, Tongatabu, Niue
- A. vatovae (Caporiacco, 1940) – Ethiopia
- A. viridis (Vinson, 1863) – Madagascar, Réunion
- A. vittatus Bradley, 1877 – New Guinea
- A. weyrauchi Exline & Levi, 1962 – Peru
- A. wolfi Strand, 1911 – New Guinea
- A. yunnanensis Xu, Yin & Kim, 2000 – Trung Quốc
- A. zhui Zhu & Song, 1991 – China
- A. zonatus (Walckenaer, 1841) – Equatorial Guinea (Bioko), Đông Phi, Madagascar, Réunion, Mayotte
  - Argyrodes z. occidentalis Simon, 1903 – Guinea-Bissau

Trước đây bao gồm:
- A. aculeatus (Thorell, 1898) (Được chuyển sang Rhomphaea)
- A. acuminatus Keyserling, 1891 (Được chuyển sang Faiditus)
- A. acuminatus (Schenkel, 1953) (Được chuyển sang Chrysso)
- A. affinis (Lessert, 1936) (Được chuyển sang Rhomphaea)
- A. alticeps Keyserling, 1891 (Được chuyển sang Faiditus)
- A. altus Keyserling, 1891 (Được chuyển sang Faiditus)
- A. amates Exline & Levi, 1962 (Được chuyển sang Faiditus)
- A. americanus (Taczanowski, 1874) (Được chuyển sang Faiditus)
- A. analiae González & Carmen, 1996 (Được chuyển sang Faiditus)
- A. andamanensis Tikader, 1977 (Được chuyển sang Meotipa)
- A. angulipalpis (Thorell, 1877) (Được chuyển sang Rhomphaea)
- A. anomalus (Chamberlin & Ivie, 1936) (Được chuyển sang Synotaxus)
- A. argenteolus (Simon, 1873) (Được chuyển sang Rhomphaea)
- A. argentiopunctatus Rainbow, 1916 (Được chuyển sang Thwaitesia)
- A. argyrodiformis (Yaginuma, 1952) (Được chuyển sang Meotipa)
- A. arthuri Exline & Levi, 1962 (Được chuyển sang Faiditus)
- A. atopus Chamberlin & Ivie, 1936 (Được chuyển sang Faiditus)
- A. baboquivari Exline & Levi, 1962 (Được chuyển sang Neospintharus)
- A. barycephalus Roberts, 1983 (Được chuyển sang Rhomphaea)
- A. birgitae (Strand, 1917) (Được chuyển sang Ariamnes)
- A. bryantae Exline & Levi, 1962 (Được chuyển sang Faiditus)
- A. campestratus (Simon, 1903) (Được chuyển sang Ariamnes)
- A. canariensis (Schmidt, 1956) (Được chuyển sang Rhomphaea)
- A. cancellatus (Hentz, 1850) (Được chuyển sang Faiditus)
- A. carnicobarensis Tikader, 1977 (Được chuyển sang Faiditus)
- A. caronae González & Carmen, 1996 (Được chuyển sang Faiditus)
- A. caudatus (Taczanowski, 1874) (Được chuyển sang Faiditus)
- A. ceraosus Zhu & Song, 1991 (Được chuyển sang Rhomphaea)
- A. chicaensis González & Carmen, 1996 (Được chuyển sang Faiditus)
- A. chickeringi Exline & Levi, 1962 (Được chuyển sang Faiditus)
- A. cochleaformus (Exline, 1945) (Được chuyển sang Faiditus)
- A. colubrinus (Keyserling, 1890) (Được chuyển sang Ariamnes)
- A. cometes (L. Koch, 1872) (Được chuyển sang Rhomphaea)
- A. concisus Exline & Levi, 1962 (Được chuyển sang Neospintharus)
- A. conus González & Carmen, 1996 (Được chuyển sang Rhomphaea)
- A. convolutus Exline & Levi, 1962 (Được chuyển sang Faiditus)
- A. cordillera (Exline, 1945) (Được chuyển sang Faiditus)
- A. corniger (Simon, 1900) (Được chuyển sang Ariamnes)
- A. cristinae González & Carmen, 1996 (Được chuyển sang Faiditus)
- A. crucinotus Bösenberg & Strand, 1906 (Được chuyển sang Leucauge)
- A. cubensis Exline & Levi, 1962 (Được chuyển sang Faiditus)
- A. cylindricus Franganillo, 1936 (Được chuyển sang Faiditus)
- A. cylindrogaster (Simon, 1889) (Được chuyển sang Ariamnes)
- A. darlingtoni Exline & Levi, 1962 (Được chuyển sang Faiditus)
- A. davisi Exline & Levi, 1962 (Được chuyển sang Faiditus)
- A. delicatulus (Simon, 1883) (Được chuyển sang Rhomphaea)
- A. dracus Chamberlin & Ivie, 1936 (Được chuyển sang Faiditus)
- A. duckensis González & Carmen, 1996 (Được chuyển sang Faiditus)
- A. ecaudatus (Keyserling, 1884) (Được chuyển sang Faiditus)
- A. exiguus Exline & Levi, 1962 (Được chuyển sang Faiditus)
- A. fictilium (Hentz, 1850) (Được chuyển sang Rhomphaea)
- A. flagellum (Doleschall, 1857) (Được chuyển sang Ariamnes)
- A. flagellum (Simon, 1901) (Được chuyển sang Ariamnes)
- A. flavonotatus (Urquhart, 1890) (Được chuyển sang Tekelloides)
- A. floridanus Banks, 1900 (Được chuyển sang Coleosoma)
- A. frontatus Banks, 1908 (Được chuyển sang Neospintharus)
- A. fulvus Exline & Levi, 1962 (Được chuyển sang Faiditus)
- A. fur Bösenberg & Strand, 1906 (Được chuyển sang Neospintharus)
- A. gansuensis Zhu, 1998 (Được chuyển sang Neospintharus)
- A. gapensis Exline & Levi, 1962 (Được chuyển sang Faiditus)
- A. gertschi Exline & Levi, 1962 (Được chuyển sang Faiditus)
- A. globosus Keyserling, 1884 (Được chuyển sang Faiditus)
- A. godmani Exline & Levi, 1962 (Được chuyển sang Faiditus)
- A. haitensis Exline & Levi, 1962 (Được chuyển sang Ariamnes)
- A. helminthoides (Simon, 1907) (Được chuyển sang Ariamnes)
- A. huangsangensis Yin, Peng & Bao, 2004 (Được chuyển sang Spheropistha)
- A. hyrcanus Logunov & Marusik, 1990 (Được chuyển sang Rhomphaea)
- A. iguazuensis González & Carmen, 1996 (Được chuyển sang Faiditus)
- A. indignus Chamberlin & Ivie, 1936 (Được chuyển sang Faiditus)
- A. irroratus (Thorell, 1898) (Được chuyển sang Rhomphaea)
- A. jamaicensis Exline & Levi, 1962 (Được chuyển sang Faiditus)
- A. jeanneli (Berland, 1920) (Được chuyển sang Ariamnes)
- A. labiatus Zhu & Song, 1991 (Được chuyển sang Rhomphaea)
- A. lactifer (Simon, 1909) (Được chuyển sang Rhomphaea)
- A. laraensis González & Carmen, 1996 (Được chuyển sang Faiditus)
- A. leonensis Exline & Levi, 1962 (Được chuyển sang Faiditus)
- A. levii Zhu & Song, 1991 (Được chuyển sang Faiditus)
- A. longispinus Saito, 1933 (Được chuyển sang Cyclosa)
- A. longissimus (Keyserling, 1891) (Được chuyển sang Ariamnes)
- A. longus (Kulczyński, 1905) (Được chuyển sang Rhomphaea)
- A. manta (Exline, 1945) (Được chuyển sang Faiditus)
- A. mariae González & Carmen, 1996 (Được chuyển sang Faiditus)
- A. martinae (Exline, 1950) (Được chuyển sang Rhomphaea)
- A. melanosoma (Yaginuma, 1957) (Được chuyển sang Spheropistha)
- A. metaltissimus (Soares & Camargo, 1948) (Được chuyển sang Rhomphaea)
- A. mexicanus Exline & Levi, 1962 (Được chuyển sang Ariamnes)
- A. miyashitai Tanikawa, 1998 (Được chuyển sang Spheropistha)
- A. monoceros (Caporiacco, 1947) (Được chuyển sang Synotaxus)
- A. montanus Keyserling, 1884 (Được chuyển sang Neospintharus)
- A. morretensis González & Carmen, 1996 (Được chuyển sang Faiditus)
- A. nasicus (Simon, 1873) (Được chuyển sang Rhomphaea)
- A. nataliae González & Carmen, 1996 (Được chuyển sang Faiditus)
- A. nigronodosus Rainbow, 1912 (Được chuyển sang Thwaitesia)
- A. nigroris Yoshida, Tso & Severinghaus, 2000 (Được chuyển sang Spheropistha)
- A. nipponicus Kumada, 1990 (Được chuyển sang Neospintharus)
- A. obscurus Keyserling, 1884 (Được chuyển sang Neospintharus)
- A. orbitus Zhu, 1998 (Được chuyển sang Spheropistha)
- A. oris González & Carmen, 1996 (Được chuyển sang Rhomphaea)
- A. ornatissimus (Dyal, 1935) (Được chuyển sang Rhomphaea)
- A. pachysomus Chamberlin & Ivie, 1936 (Được chuyển sang Faiditus)
- A. palmarensis González & Carmen, 1996 (Được chuyển sang Rhomphaea)
- A. paradoxus Taczanowski, 1873 (Được chuyển sang Rhomphaea)
- A. parvior Chamberlin & Ivie, 1936 (Được chuyển sang Faiditus)
- A. parvus (Exline, 1950) (Được chuyển sang Neospintharus)
- A. patersoniensis (Hickman, 1927) (Được chuyển sang Ariamnes)
- A. pavesii (Leardi, 1902) (Được chuyển sang Ariamnes)
- A. peruensis Exline & Levi, 1962 (Được chuyển sang Faiditus)
- A. pignalitoensis González & Carmen, 1996 (Được chuyển sang Rhomphaea)
- A. pizai (Soares & Camargo, 1948) (Được chuyển sang Faiditus)
- A. plaumanni Exline & Levi, 1962 (Được chuyển sang Faiditus)
- A. pozonae (Schenkel, 1953) (Được chuyển sang Faiditus)
- A. proboscifer (Exline, 1945) (Được chuyển sang Faiditus)
- A. pulcher (Soares & Camargo, 1948) (Được chuyển sang Ariamnes)
- A. pusillus Saaristo, 1978 (Được chuyển sang Argyrodella)
- A. quasiobtusus Exline & Levi, 1962 (Được chuyển sang Faiditus)
- A. recurvatus Saaristo, 1978 (Được chuyển sang Rhomphaea)
- A. remotus (Bryant, 1940) (Được chuyển sang Rhomphaea)
- A. rhomboides Yin, Peng & Bao, 2004 (Được chuyển sang Spheropistha)
- A. rigidus Exline & Levi, 1962 (Được chuyển sang Faiditus)
- A. rioensis Exline & Levi, 1962 (Được chuyển sang Neospintharus)
- A. rorerae (Exline, 1945) (Được chuyển sang Faiditus)
- A. rossi Exline & Levi, 1962 (Được chuyển sang Faiditus)
- A. rostratus (Simon, 1873) (Được chuyển sang Rhomphaea)
- A. rufopictus (Thorell, 1895) (Được chuyển sang Ariamnes)
- A. russulus (Simon, 1903) (Được chuyển sang Ariamnes)
- A. saganus (Dönitz & Strand, 1906) (Được chuyển sang Rhomphaea)
- A. schlingeri Exline & Levi, 1962 (Được chuyển sang Ariamnes)
- A. setipes (Hasselt, 1882) (Được chuyển sang Ariamnes)
- A. sicki Exline & Levi, 1962 (Được chuyển sang Faiditus)
- A. simoni (Petrunkevitch, 1911) (Được chuyển sang Rhomphaea)
- A. sinicus Zhu & Song, 1991 (Được chuyển sang Rhomphaea)
- A. sinuatus (Schenkel, 1953) (Được chuyển sang Ariamnes)
- A. sjostedti (Tullgren, 1910) (Được chuyển sang Rhomphaea)
- A. socius Chamberlin & Ivie, 1936 (Được chuyển sang Faiditus)
- A. solidao Levi, 1967 (Được chuyển sang Faiditus)
- A. spinicaudatus (Keyserling, 1884) (Được chuyển sang Rhomphaea)
- A. spinosus (Badcock, 1932) (Được chuyển sang Rhomphaea)
- A. spinosus Keyserling, 1884 (Được chuyển sang Faiditus)
- A. striatus Keyserling, 1891 (Được chuyển sang Faiditus)
- A. subflavus Exline & Levi, 1962 (Được chuyển sang Faiditus)
- A. sullana (Exline, 1945) (Được chuyển sang Faiditus)
- A. taeter Exline & Levi, 1962 (Được chuyển sang Faiditus)
- A. tanikawai (Yoshida, 2001) (Được chuyển sang Rhomphaea)
- A. triangularis Taczanowski, 1873 (Được chuyển sang Neospintharus)
- A. triangulatus (Urquhart, 1887) (Được chuyển sang Ariamnes)
- A. triangulus (Thorell, 1887) (Được chuyển sang Ariamnes)
- A. trigonum (Hentz, 1850) (Được chuyển sang Neospintharus)
- A. trituberculatus Becker, 1879 (Được chuyển sang Faiditus)
- A. ululabilis Keyserling, 1891 (Được chuyển sang Faiditus)
- A. urquharti (Bryant, 1933) (Được chuyển sang Rhomphaea)
- A. v-notatus (Petrunkevitch, 1925) (Được chuyển sang Faiditus)
- A. vadoensis González & Carmen, 1996 (Được chuyển sang Faiditus)
- A. velhaensis González & Carmen, 1996 (Được chuyển sang Rhomphaea)
- A. vexus Chamberlin & Ivie, 1936 (Được chuyển sang Faiditus)
- A. vittatulus (Roewer, 1942) (Được chuyển sang Chrysso)
- A. woytkowskii Exline & Levi, 1962 (Được chuyển sang Faiditus)
- A. xiphias Thorell, 1887 (Được chuyển sang Faiditus)
- A. yacuiensis González & Carmen, 1996 (Được chuyển sang Faiditus)
- A. yesoensis Saito, 1934 (Được chuyển sang Octonoba)
- A. yutoensis González & Carmen, 1996 (Được chuyển sang Faiditus)

Nomina dubia
- A. meus Strand, 1907
- A. silvicola Saito, 1934